# Солнечникообразные
Солнечникообразные (лат. Zeiformes) — отряд морских лучепёрых рыб, включающий в себя 33 вида, в основном глубоководных, из шести семейств. Распространены во всех океанах.
Тело солнечникообразных обычно высокое и сильно сжатое с боков. Рот большой, с эластичными челюстями. Достигают в длину от 43 мм (Macrurocyttus acanthopodus) до 90 см (Zeus capensis).

## Классификация
В составе отряда выделяют два подотряда с шестью семействами:
Подотряд Cyttoidei — циттовидные
- Семейство Cyttoidae — циттовые (монотипическое)

Подотряд Zeoidei — солнечниковидные
- Grammicolepididae — граммиколепидовые (два подсемейства, три монотипических рода)
- Oreosomatidae — ореосоматовые, или бугристые солнечники (четыре рода)
- Parazenidae — паразеновые (два подсемейства, три рода)
- Zeidae — солнечниковые (два рода)
- Zenionidae — зениевые (три рода)